# Hedysarum alpinum
Espèce
Hedysarum alpinum est une espèce de plantes à fleurs de la famille des Fabaceae. C'est une plante herbacée trouvée dans l'hémisphère nord.

## Distribution
Cette espèce se rencontre dans diverses régions tempérées froides de l'hémisphère nord, dans l'ancien et le nouveau monde, notamment en Russie (partie européenne et Sibérie), Mongolie, Chine (Mandchourie), Corée et plus au sud dans le Cachemire, ainsi qu'en Amérique du Nord : Canada, États-Unis (partie nord et Alaska).

## Liste des variétés(à compléter)
Selon NCBI (10 mai 2011) :
- variété Hedysarum alpinum var. americanum